# Lygelater
Lygelater is een geslacht van kevers uit de familie  
kniptorren (Elateridae).
Het geslacht is voor het eerst wetenschappelijk beschreven in 1975 door Costa.

## Soorten
Het geslacht omvat de volgende soorten:
- Lygelater bifossulatus (Candèze, 1865)
- Lygelater fulgidus (Germar, 1841)
- Lygelater ignitus (Fabricius, 1787)
- Lygelater indicus (Herbst, 1783)
- Lygelater piceus (Schwarz, 1902)
- Lygelater succinum Costa, 1980
- Lygelater torridus Costa, 1980